# Monticello (Utah)
Monticello è un comune degli Stati Uniti d'America, nella contea di San Juan nello Stato dello Utah.